# Marta Lacambra i Puig
Marta Lacambra i Puig   (Tànger, 1957) és una economista, professora universitària i gestora de l'administració pública.

## Biografia
Llicenciada en Ciències Econòmiques, màster en Teoria Econòmica i Mètodes Quantitatius per la Universitat Autònoma de Barcelona (UAB), màster en Economia i Gestió de la Hisenda autonòmica i local per la Facultat de Ciències Econòmiques de la Universitat de Barcelona, també s'ha format en direcció a l'Escola d'Administració Pública de Catalunya (EAPC/IESE) i en Alta Direcció d'Empresa (PADE) per l'IESE, ha estat col·laboradora al Centre d'Estudis de Planificació, ha exercit com a professora no numerària de Teoria Econòmica a la Universitat Autònoma de Barcelona i com a professora d'Anàlisi Econòmica a
Escola Superior d'Administració i Direcció d'Empreses (ESADE).
Bona part de la seva trajectòria professional ha estat vinculada a la gestió pública, on ha ocupat càrrecs directius en diferents departaments de la Generalitat de Catalunya, com ara el de subdirectora general de Gestió Econòmica i el de subdirectora general de Planificació Escolar del Departament d'Educació, o el de subdirectora general de Patrimoni Cultural i secretària general del Departament de Cultura. També ha exercit com a presidenta del Teatre Nacional de Catalunya (TNC) i com a secretària general del Departament de Medi Ambient, on va ocupar també el càrrec de directora de l'Agència Catalana de l'Aigua (ACA). En l'àmbit privat, ha estat subdirectora general de Caixa Manresa i directora de la seva Obra Social. També és consellera independent de Miquel i Costas & Miquel i membre de la junta directiva del Cercle d'Economia. També ha estat comissionada pel Govern de la Generalitat de Catalunya per a la reforma tributària, organitzativa i legislativa de l'aigua a Catalunya, directora de l'Agència Catalana de l'Aigua i vicepresidenta del seu Consell d'Administració, copresidenta de l'Agrupació europea d'interès econòmic per a l'Aqüeducte Llenguadoc-Rosselló-Catalunya i presidenta de l'Ens d'Abastament d'Aigua Ter-Llobregat (ATL), membre del Consell Assessor de Fecsa-Endesa a Catalunya, directora General de l'Obra Social de Catalunya Caixa i des del 2011 membre de la Junta del Cercle d'Economia.
Des de la seva creació el gener del 2013, Lacambra ocupa el càrrec de Directora General de la Fundació Catalunya-La Pedrera. Anteriorment, ja havia estat al capdavant de la Fundació Catalunya Caixa i de l'Obra social de Caixa Manresa, antecedents de la Fundació Catalunya-La Pedrera. El 2014 Marta Lacambra, fou nomenada nou mebre del Consell d'assessors per a la renovació econòmica i el creixement (CAREC). El 2024 fou escollida vicepresidenta del patronat de la Fundació de l'Institut d'Arquitectura Avançada de Catalunya (IAAC).